# Alain Platel

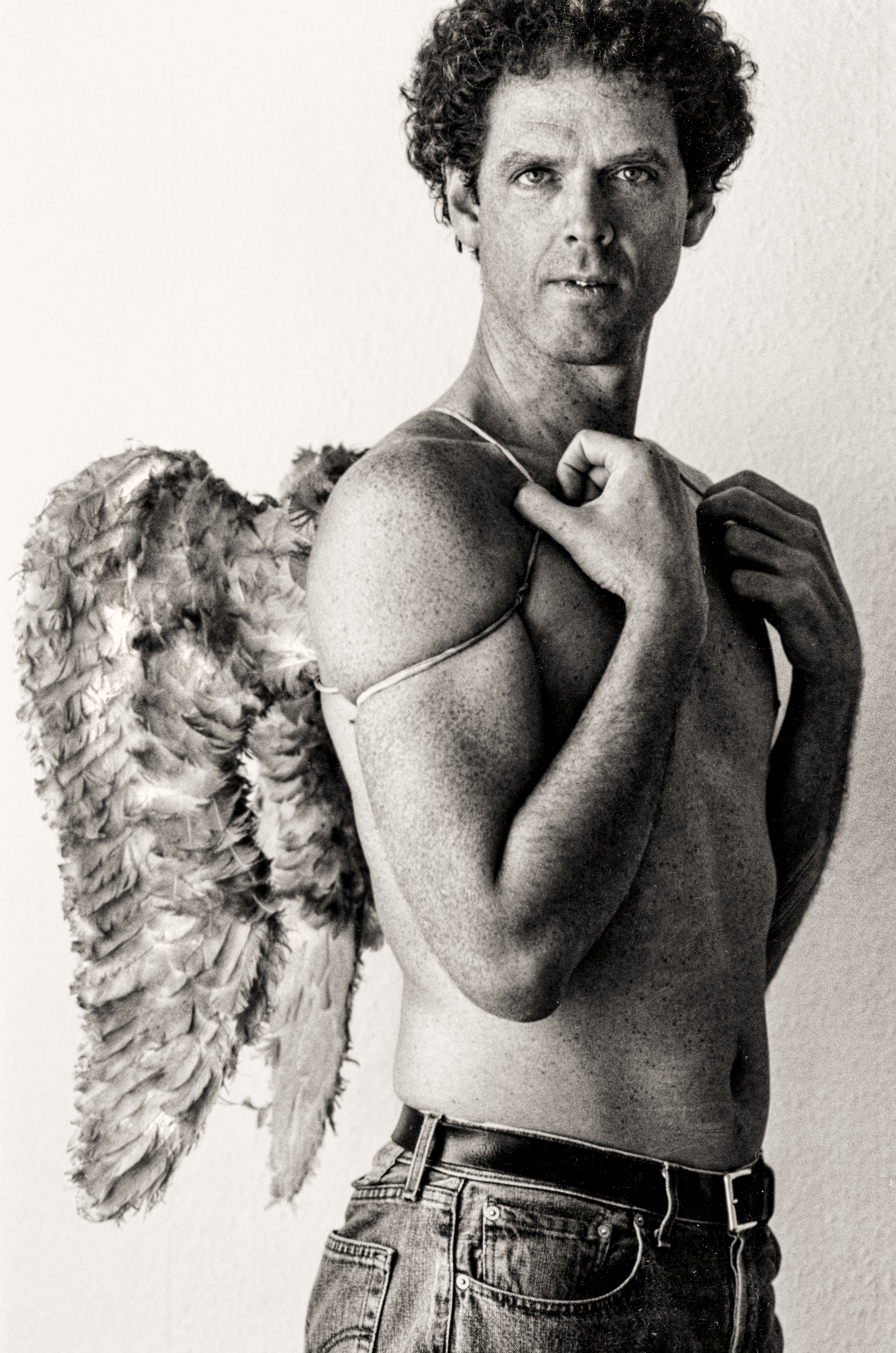
Alain Platel (circa 1997)

Alain Platel (* 9. April 1959 in Gent, Belgien) ist ein belgischer Choreograph und Theaterregisseur.

## Leben
Platel begann seine Studien der darstellenden Künste bereits im Alter von elf Jahren in Gent an der Schauspielschule von Marcel Hoste. Später besuchte er eine Ballettschule. Seit 1980 schuf er seine eigenen Choreographien, um die Elemente des Tanzes, des Theaters, der Musik und des Zirkus zu mischen. Bei seinen Produktionen beteiligt er sowohl professionelle Künstler als auch Laien.
Im Jahre 1984 gründete Platel seine eigene Tanzcompagnie Les Ballets C de la B (Les Ballets Contemporains de la Belgique), die sich dem zeitgenössischen Tanz widmet und inzwischen (2011) einen internationalen Ruf besitzt. Im Jahre 2003 zog sich Platel von seiner Compagnie zurück und ließ diese ihre eigenen Stücke schaffen. In dieser Zeit erlernte er als zusätzliche Ausdrucksform die Gebärdensprache. Seit 2006 entwickelt er mit Les Ballets C de la B neue Stücke. 2009 bezog die Compagnie ein neues Gebäude in Gent.
Platel arbeitete als „Orthopädagoge“ – eine niederländische Form des Sonderpädagogen, die sich mit der Behandlung von Menschen mit psychischen und/oder körperlichen Beeinträchtigungen beschäftigt und solchen, die sich in einer problematischen Lern- oder Bildungssituation befinden – in einem Krankenhaus für behinderte Kinder in Armentières im Département Nord in Frankreich.

## Choreographien (Auswahl)
- 1984: Stabat Mater.
- 1988: Emma.
- 1995: Moeder en kind mit Arne Sierens.
- 1996: Bernadetje mit Arne Sierens.
- 1996: La tristeza complice (Die Traurigkeit teilen).
- 1997: Iets op Bach (Kleinigkeiten zu Bach).
- 1999: Allemaal indiaan (Jedermann ist ein Indianer) mit Arne Sierens.
- 2003: Wolf, aufgeführt beim 41. Theatertreffen 2004 in Berlin (siehe auch Berliner Theatertreffen 2000 bis 2009).
- 2006: Vsprs, Musik von Fabrizio Cassol.
- 2007: Nine Finger, zusammen mit Fumiyo Ikeda und Benjamin Verdonck.
- 2008: Pitié.
- 2010: Out of Context, nach dem Tod von Pina Bausch umbenannt in: Out of Context – For Pina.
- 2010: Gardenia, Festival d’Avignon, zusammen mit Frank Van Laecke, der auch Regie führte. Später auch: Kammerspiele München und Schauspielhaus Köln.
- Marienvesper von Claudio Monteverdi.
- 2014: Tauberbach.
- 2014: Coup Fatal (Regie), Uraufführung bei den Wiener Festwochen, mit Serge Kakudji / Fabrizio Cassol / Rodriguez Vangama, nach Arien von Georg Friedrich Händel und Christoph Willibald Gluck.
- 2016: Nicht schlafen (Mahler-Projekt), Ruhr-Triennale 2016, UA: 1. September 2016, Jahrhunderthalle Bochum.

## Filmographie (Auswahl)
Mitarbeit an Dokumentarfilmen
- 2001: Because I Sing Regie: Sophie Fiennes
- 2005: Ramallah! Ramallah! Ramallah! Regie: Sophie Fiennes
- 2006: Les Ballets de ci de là
- 2007: VSPRS Show and Tell, Regie: Sophie Fiennes; im Auftrag von WDR und arte
- 2010: Pitié in Kinshasa (Fernsehfilm)
- 2012: C(h)oeurs (Fernsehfilm)
- 2021: Why We Fight?

Theaterfilme von Peter Schönhofer
- 2001: Theateraufzeichnung Tous des indiens
- 2004: Theaterverfilmung Wolf

Dokumentarfilm von Jörg Jeshel und Brigitte Kramer
- 2009: Passion – Endstation Kinshasa

## Ehrungen
Im Jahr 2001 erhielt Platel den Europäischen Theaterpreis für Neue Realitäten. 2004 wurde er mit dem 3sat-Preis ausgezeichnet. Seit 2006 ist er Mitglied der Akademie der Künste in Berlin. 2012 wurde ihm von der Universität Artois in Arras der Titel Doktor honoris causa verliehen.